# Can Geronès
Can Geronès és un monument del municipi de Santa Coloma de Farners (Selva) protegit com a bé cultural d'interès local.

## Descripció
Es tracta d'una casa modernista, entre mitgeres, de tres plantes. A la planta baixa hi ha quatre obertures, dues portes de fusta i dues finestres situades a la part central i protegides per reixes de ferro. Totes presenten llindes de pedra molt ben tallades i treballades mentre que les dels pisos superiors són rectangulars. Destaca la finestra central del primer pis, d'estil gòtic, biforada i amb una columneta amb capitell i arquets lobulats. Al davant, és significativa també la barana corbada de ferro forjat. Al pis superior hi ha un altre balcó, més petit, també de ferro, que se sustenta per dues mènsules modernistes, i per damunt destaca una finestra circular, a les golfes, decorada amb motllures de pedra ben tallada. La part superior de l'edifici té forma ondulada, pròpia del modernisme, amb cornisa decorada. El parament simula la forma rectangular de carreus esgrafiats. Al costat dret hi ha un cos adossat molt estret, que forma part de la casa, segueix el mateix esquema compositiu, i és on hi ha la porta d'accés més gran.